# 霍安·加西亚
霍安·加西亚·庞斯（2001年5月4日—），西班牙男子足球运动员，司職門將。現效力於西甲球隊巴塞隆納。他曾代表西班牙国奥队参加2024年夏季奥林匹克运动会男子足球比赛，获得一枚金牌。

## 俱樂部生涯
2025年6月18日，西甲冠軍巴塞隆納在激活了霍安於西班牙人2500萬歐元加稅金的解約條款後，宣布與他簽訂了一份為期六年、直至2031年的合約。

## 國家隊生涯
2024年7月，霍安入選西班牙23歲以下國家足球隊，參加2024年夏季奧運。他和西班牙U23隊最終贏得了2024年夏季奧林匹克運動會男子足球比賽的金牌。

## 榮譽
西班牙U23
- 夏季奥林匹克运动会足球比赛金牌：2024[6]

### 個人
- 西班牙人賽季最佳男球員：2023-24[7]
- 西甲賽季最佳陣容：2024-25 [8]